# 天琴
天琴（てんきん）は中国が計画している宇宙空間における重力波望遠鏡である。

## 概要
2015年7月に開始され、高軌道衛星3機を飛ばしてレーザーを通して連結する観測器を作り、重力波の観測を行う予定。この計画は主に4つの段階に分けて実施予定で、第一段階として、月/衛星の光波測距儀システム、大型レーザージャイロスコープ等の地上での作業を支援するための設備を構築予定で、第二段階として、ドラッグフリー制御システムや衛星に搭載するレーザーキャリブレーションなど中心的技術の検証や等価原理の実験を予定、第三段階として、高精度の慣性計測や宇宙の光波測距儀など中心的技術の検証、世界の重力場の観測を予定。第四段階として、全ての重力波観測に必要な中心的技術を完成させ、高軌道衛星3機を飛ばして重力波の観測を行う予定。
中山大学珠海キャンパスで必要な研究施設が建設され、進められる。